# 1. oklepni polk (Italija)
1. oklepni polk je oklepni polk (Kraljeve) Italijanske kopenske vojske.